# Partido Demócrata Cristiano (Cuba)
El Partido Demócrata Cristiano de Cuba (PDC-Cuba) es un partido político afiliado a la Internacional Demócrata de Centro (IDC), a la Organización Demócrata Cristiana de América (ODCA), a la Unión Internacional Demócrata (UID) y a la Unión de Partidos Latinoamericanos (UPLA). 

## Historia
Sus orígenes se remontan a 1959 cuando José Ignacio Rasco fundó en Cuba el Movimiento Demócrata Cristiano, inspirado en el humanismo cristiano, constituyéndose oficialmente como partido político en Miami, Florida, en 1991, como resultado de una fusión entre el Movimiento Demócrata Cristianocon varias otras organizaciones defensoras de valores y principios similares, las cuales operaban en el exilio debido a la represión imperante en Cuba. Aunque los cambios introducidos en la Constitución de Cuba en 1992 despenalizaron la formación de partidos políticos, ninguno estaba autorizado para hacer campaña o participar en cualquier actividad política pública en la isla. La nueva Constitución de 2019 eliminó esa opción para limitarla a la formación de "organizaciones de masas y sociales" dedicadas "a las tareas de la edificación, consolidación y defensa de la sociedad socialista" (Artículo 14). El manifiesto del partido afirma:
"Hemos tomado la decisión de fundar el Partido Demócrata Cristiano de Cuba, porque queremos ofrecer una alternativa política a nuestra patria en la lucha por los derechos humanos, el desarrollo económico y la justicia social dentro de un marco democrático y pluralista".
El partido invoca el legado de José Martí, y Simón Bolívar y de quienes afirman que concibieron a América Latina como una hermandad de naciones comunes, compartidas y soberanas. El PDC, entre otros postulados, aboga por el establecimiento de un Estado de Derecho basado en el pleno respeto a las libertades públicas y los derechos humanos y la construcción de una sociedad próspera y justa basada en la implementación de una Economía Social de Mercado.
Marcelino Miyares Sotolongo fue presidente del PDC de Cuba hasta 2014. Miyares fue elegido presidente en 2002, manteniéndose en el cargo hasta 2008, y retornando en 2010. En mayo de 2014 el partido realizó su XIII Congreso en Miami, en el cual René Hernández fue elegido presidente.
El sábado 2 de junio de 2018, el Dr. Andrés Hernández Amor fue elegido Presidente, acompañado por un equipo integrado por tres vicepresidentes: Héctor Caraballo, Enix  Berrio Sardá y René Hernández. Fue motivo de especial reconocimiento durante el Congreso la entrada en la directiva de Enix Berrio Sardá, economista y sociólogo, residente en La Habana, quien también ha sido vocero de la Mesa de Unidad de Acción Democrática (MUAD), conocida concertación opositora al régimen cubano.  
El 27 de junio de 2020 celebró por vía digital su XVI Congreso durante el cual se debatió un informe sobre la realidad cubana, se establecieron las líneas de acción de la organización tanto en la isla como en el exilio y fue reelegida la anterior directiva en pleno. 
Andrés Hernández ya había sido Presidente del PDC de Cuba en 2008-2010 y desde 2012 ejerce también el cargo de Vicepresidente de la Internacional Demócrata de Centro (IDC). El PDC de Cuba ha participado activamente desde hace décadas en las directivas de la Organización Demócrata Cristiana de América (ODCA).  Reciente ejemplo de ello ha sido que fueran elegidos sucesivamente para ocupar el cargo de Vicepresidente de la ODCA para el Área del Caribe dos dirigentes del PDC de Cuba, Héctor Caraballo (2019-2022) y Yaxys Cires (2022-2025). 
El 29 de abril de 2023 se realizó por vía digital el XVII Congreso del PDC y se renovó el Secretariado Ejecutivo. Fue elegida presidente Elena Larrinaga, destacada luchadora por los derechos de la mujer y la libertad de Cuba. Junto a ella fueron elegidos los vicepresidentes, Andrés Hernández, Héctor Caraballo, Eddy Delgado y Dunia Medina.  
El PDC ha denunciado con frecuencia la sistemática represión del gobierno, así como la de otros gobiernos en la América Latina tales como los presididos por Nicolás Maduro en Venezuela y Daniel Ortega en Nicaragua.